# Bessatsu Margaret
Bessatsu Margaret (conhecida como Betsuma) é uma revista de mangá, publicada mensalmente no Japão, pela Shueisha. Foi estabelecida como um spin-off da revista Margaret. A revista tem como público alvo garotas entre as idades de 12 e 17 anos (shōjo).

## Séries atuais
| Título da série                                                           | Autor           | Início            |
| ------------------------------------------------------------------------- | --------------- | ----------------- |
| Byebye Liberty (ばいばいリバティー)                                       | Hatta Ayuko     | Setembro de 2016  |
| Gal Japon (ギャルジャポン)                                                | Shitara Masako  | Julho de 2010     |
| Hakoniwa no Soleil (箱庭のソレイユ)                                       | Kawabata Shiki  | Fevereiro de 2016 |
| Happy Kiss (はぴきす)                                                     | Kiuchi Ramune   | Outubro de 2016   |
| Hoshi to Kuzu: Don't Worry, Be Happy! (ほしとくず-Don't worry,Be happy!-) | Hoshiya Kaori   | Setembro de 2015  |
| Hunky Dory (ハンキー・ドリー)                                             | Watanabe Kana   | Outubro de 2015   |
| Kimi ni Todoke (君に届け)                                                 | Karuho Shiina   | Agosto de 2005    |
| Kimi to Eureka (きみとユリイカ)                                           | Ayuko           | Setembro de 2015  |
| Kore wa Ai ja Nai node, Yoroshiku (これは愛じゃないので、よろしく)        | Yuki Nojin      | Março de 2016     |
| Machida-kun no Sekai (町田くんの世界)                                     | Andou Yuki      | Junho de 2013     |
| Nijiiro Days (虹色デイズ)                                                 | Mizuno Minami   | Janeiro de 2012   |
| Omoi, Omoware, Furi, Furare (思い、思われ、ふり、ふられ)                  | Sakisaka Io     | Junho de 2015     |
| Sensei Kunshu (センセイ君主)                                              | Koda Momoko     | Julho de 2013     |
| Shoujo Shounen Gakkyuudan (少女少年学級団)                                | Fujimura Mari   | 2007              |
| Sixteen Syndrome (シックスティーン症候群)                                 | Konatsu         | Fevereiro de 2013 |
| Soredemo Kimi ga (それでも君が)                                           | Nakagawa Yuri   | Setembro de 2015  |
| Stand Up!                                                                 | Yamakawa Aiji   | Abril de 2013     |
| Suteki na Kareshi (素敵な彼氏)                                            | Kawahara Kazune | Janeiro de 2016   |
| Te wo Tsunagou yo (てをつなごうよ)                                        | Meguro Amu      | Março de 2016     |

## Séries finalizadas
- 100M no Snap
- 3 Banme no Kareshi
- 360° Material
- 777
- A-Girl
- Abekobe
- Acanthus
- After School
- Afureru
- Ai daro.
- Ai ga Areba Ii Noda
- Ai no Aranfuesu
- Ai no Tame ni
- Aisare Taishitsu
- Aishite Night
- Aka to Ao no Kajitsu
- Akai Glass Mado
- Akai Megami
- Akiko
- Akuma de Sourou
- Anata Nanka Iranai
- Anata ni Au Made...
- Andante no Koi
- Ano Ko no Himitsu
- Ano Kuroi Neko ni Kiite
- Ao Haru Ride
- Aozora Yell
- Atashi no Banbi
- Atashi no Otoko ni Te wo!
- B.O.D.Y.
- Baby Blue
- Bambi no Tegami
- Bara to Sumire to
- Barairo no Ashita
- Benkyou no Jikan
- Benkyou Shinasai!
- Berry Dynamite
- Bijin wa Ikaga?
- Blue (manga by Io Sakisaka)|Blue
- Boku to Asobou ka!
- Bokura no Ibasho
- Bokura no Yukue wa
- By and By
- Bye Bye Boyfriend-dono!
- Cat Street
- Charlotte!
- Cheap Thrill
- Cherry no Antenna
- Chihana-chan chi wa futsuu
- Chocolate BF
- Chocolate Underground
- Chouritsu!! Momonoki Koukou
- Cosmic Colour
- Crazy for You
- Cream Caramel
- Cream Caramel Chocolate
- Cream Caramel Ichigo Milk
- Crimson Hero
- Dakishimetaiyo Motto
- Dancing Generation
- Dandara
- Dangerous Girls
- Dare ga Suppin Miseru Ka Yo
- Domino
- Drop
- Encore ga 3kai
- Engage
- Five
- Flower
- French Beans Chocolate
- Fushigi na Chikara de
- Futago Gokko
- Futtemo Haretemo
- Fuyu Haru Anata
- Gal Japon
- Gin'iro no Kami no Arisa
- Gogatsu Full Days
- Grape Pine
- GuruGuru Meguru
- Haikei Date Masamune-sama
- Hanada
- Happy End
- Haru ga Kurumade
- Haru ni Arashi to Yuki ga Furu!
- Haru x Kiyo
- Harukanaru Kaze to Hikari
- Hatsukoi Goal no Mukougawa
- Heroine Shikkaku
- Hibi Kore Koujitsu
- Hime Gimi
- Himitsu Kichi
- Hiyoko Hiyori
- Hiyoko Romantica
- Hollywood Game
- Honey So Sweet|Honey
- Honey Bunny!
- Honto no Koi wo Ageru ne
- Honto no Koi wo Misete Yaru
- Hot Road
- I Doll
- I Love Her
- Ibara no Kanmuri
- Igano Kabamaru
- Imitation Colors
- Iroha ni Konpeito
- Ishindenshin no Otsuki-san
- Itazura na Kiss
- Ito no Kirameki
- Itoshi Kingyo
- Itsumo Pocket ni Chopin
- Jesus! Jesus!!
- Junai Orange
- Kamisama no Iutoori
- Kano Hitoya Tsuki
- Kare no Te mo Koe mo
- Karisuma
- Kimi no Uta ga Aru
- Kimi o Chuushin ni Sekai wa Mawaru
- Kirinkan Tooru
- Kiss+πr²
- Kodomo no Niwa
- Koi ni Ochiru
- Koi no Furu Hi ni
- Koigokoro Part 2
- Koikina Yatsura Part II
- Kokuhaku Gokko
- Konpeito wa amai
- Koukou Debut
- Kyoushitsu no Hajikko
- Love Drug
- Love! Love! Love!
- Love*Me*Baby
- Loveletter from...
- Lovely Complex
- Mabuta no Hito
- Majo Media
- Mako to Aki-chan no Koigokoro
- Mashikaku Rock
- Massugu ni Ikou
- Megattari, Kanattari.
- Midnight Children
- Milky Way
- Milly tadaima sanjou!
- Mitsugetsu
- Mitsumete Itai
- Mizu ni E o Kaku
- My Favorite Girl
- My Sweet Dragon
- Nanaco Robin
- Nani Shite Asobu?
- Natural Beauty
- Netsuretsu Teens
- Obake Tango
- Okane Tamemasu
- Ookami Shōnen
- Ookami Shoujo to Kuro Ouji
- Orange
- Orange Time
- Ore Monogatari!!
- Oshaberi Kaidan
- Osusume Boyfriend
- Paradise Wars
- Peach Sisters
- Pink Choodai
- Pops
- Pretty Days
- Produce
- R17
- Ranran
- Renai Catalogue
- ReRe Hello
- Return
- Ringo Nikki
- Sagashimono
- Saijou Kai Romance
- Sakura Irony
- Sayonara Watashitachi
- Seishun no Tamago
- Seishun Punch
- Seishun Walker
- Sensei!
- She Is Mine
- Shiroi Idol
- Shooting Star
- Shout!
- Shuudensha
- Sixteen Syndrome
- Sonde Murasaki Doonatta?
- Sonna no Koi ja Nai
- Stardust 3-Nenme
- Starlight
- Stella to Mille Feuille
- Strobe Edge
- Suki nanoni Suki dakara
- Suki Nante Ienai
- Suki tte Iwaseru Houhou
- Sumire Syrup
- Tareme no Morikawa-san
- Tennen Banana Koujou
- Tig-Hug Planet
- Timetable
- To Be...
- Tokimeki Gakuen Oujigumi
- Tokyo no Casanova
- Tokyo Style Bakudan
- Tomodachi no Hanashi
- Tonari no Takashi-chan.
- Tora to Ookami
- Try Me Boy!
- Tsukiyo-Zoushi
- Tsumari wa Kimi ga Itoshii no desu
- Umi no Teppen
- Unubore Heart's Cry
- Uta Utai no Teema
- Vampire
- Vivid Cherry
- Wagatomo Frankenstein
- Watashi ga Itemo Inakutemo
- Watashi wa Yume Miru Shoujo
- Wazuka 1-shousetsu no Lalala
- Yajirobee
- Yasuko to Kenji
- Yoakemae
- Yotteke! Otoko Mura
- Yume Miru Taiyou
- Yume o Mita.